# Ljadská brána (Kyjev)
Ljadská brána, někdy také Pečerská či Starokyjevsko-Pečerská brána (ukrajinsky Лядські ворота, Ljads'ki vorota, rusky Печерские ворота, Pečerskije vorota či Старокиевские-Печерские ворота, Starokijevskije-Pečerskije vorota) byla jednou ze tří bran kyjevského opevnění v období 11. století, kdy byl Kyjev hlavním městem Kyjevské Rusi. Brána se nacházela na dnešním náměstí Nezávislosti a ulici Chreščatyku v nížině poblíž říčky Chreščatyk.

## Název
Historik Sergej Michajlovič Solovjov navrhl, že název pochází z tehdejšího názvů polských obchodníků, kteří žili poblíž brány. Také se ale spekuluje, že slovo Ljadina či Ljada znamenají slovo mýtina, kdy pro stavbu brány se posekal tehdejší les, který byl ale zachován za bránou, kde mongolská armáda čekala na vpád do města.

## Historie
Brána byla postavena jako opevnění města Jaroslava. První zmínka pochází z roku 1151, ale spekuluje se, že brána existovala již dříve. Brána byla zničena během zimy v roce 1240, během vpádů mongolů na Rus. V roce 2011 se zde postavil památník, který symbolizuje všechny tři historické brány. Pod památníkem lze vidět základy Ljadské brány.